# Gautrain
O Gautrain Rapid Rail Link ou Gautrain é um sistema de transporte ferroviário  na Província de Gauteng, na África do Sul, conta com 80 quilômetros, e liga Joanesburgo à Pretória, e o Aeroporto Internacional Oliver Tambo. Espera-se que esta rede metroviária irá aliviar o congestionamento do tráfego no eixo Joanesburgo - Pretória, bem como oferecer uma alternativa viável ao transporte rodoviário, dada a limitada infra-estrutura de transporte público de Joanesburgo.

## Gautrain em Gauteng
O Governo Provincial Gauteng formou uma parceria com especialistas locais e internacionais no negócio de construir uma moderna rede de transportes é reconhecida como o maior Parceria público-privada na África.
O trem está previsto para reduzir o número de carros na rodovia N1 Ben Schoeman Highway por 20%, com 100.000 passageiros por dia.
O Departamento de Transportes de Gauteng obteve autorização ambiental realizado por um Estudo de Impacto Ambiental (AIA) para esta finalidade. A necessária autorização foi concedida em 25 de Abril de 2004. Em 7 de Dezembro de 2005, o conselho de ministros do Governo África do Sul deu luz verde para o projeto, um custo superior a 24 bilhões de Rand.
Em Fevereiro de 2006, ministro das Finanças Trevor Manuel anunciou a atribuição de R7.1bn ao Fisco Nacional para o Metropolitano. Em 16 de Fevereiro de 2006 e, em seguida, o Gauteng Premier Mbhazima Shilowa anunciou que atingiu a Província de Gauteng alcançou relações  comerciais com a Bombela Consórcio, o proponente escolhido e para que as negociações financeiras para chegar perto de ser iniciada.
Embora construção só teve início em 28 de Setembro de 2006, os investidores, desenvolvedores, pequenas empresas e empresários já estão correndo para iniciar novos empreendimentos, tais como escritórios, shoppings, entretenimento e residenciais ao longo da rede do Gautrain. A procura de terrenos, bem como preços imobiliários nessas áreas aumentou dramaticamente. A Lightstone, a empresa independente fez avaliação dos riscos, tenha analisado residenciais e repetir transações de vendas e a inflação dos preços de propriedades dentro de 2 km a 3 km de cada estação, e comparou-o com o preço global da inflação em Gauteng, Joanesburgo e Pretória.

Curiosamente, a proporção de todas as transações imobiliárias em Gauteng envolvendo propriedades dentro de 2 km da estação cresceu de 3,8% para 6,0% entre 2000 e 2007, enquanto a atividade em áreas entre 2 km e 3 km das estações tem permanecido relativamente constante entre 4,0% e 5,0 % durante esse mesmo período.
Futuras projeções para as transações comerciais e acesso a novos mercados para os produtos, bens e serviços, serão R $ 6 bilhões, como resultado da rede metropolitana do Gautrain. Sustentabilidade é fundamental para o sucesso da Gautrain. O rejuvenescimento da cidade é outra conquista.
Estima-se que Gautrain irá criar 93 000 postos diretos, indiretos e induzidos durante a construção. Mais de 3 000 postos de trabalho por ano, serão criado durante a operação.
O Gautrain atinge mais importantes objetivos descritos em Gauteng no Crescimento e Desenvolvimento Sustentável. Ela inclui os requisitos para Broad Broad Based Black Economic Empowerment em termos de propriedade e de controle ampliado; habilidades de transferência e contratação preferencial. Ênfase também é colocada sobre o empoderamento das mulheres, da juventude e as pessoas com deficiência.

## Construção

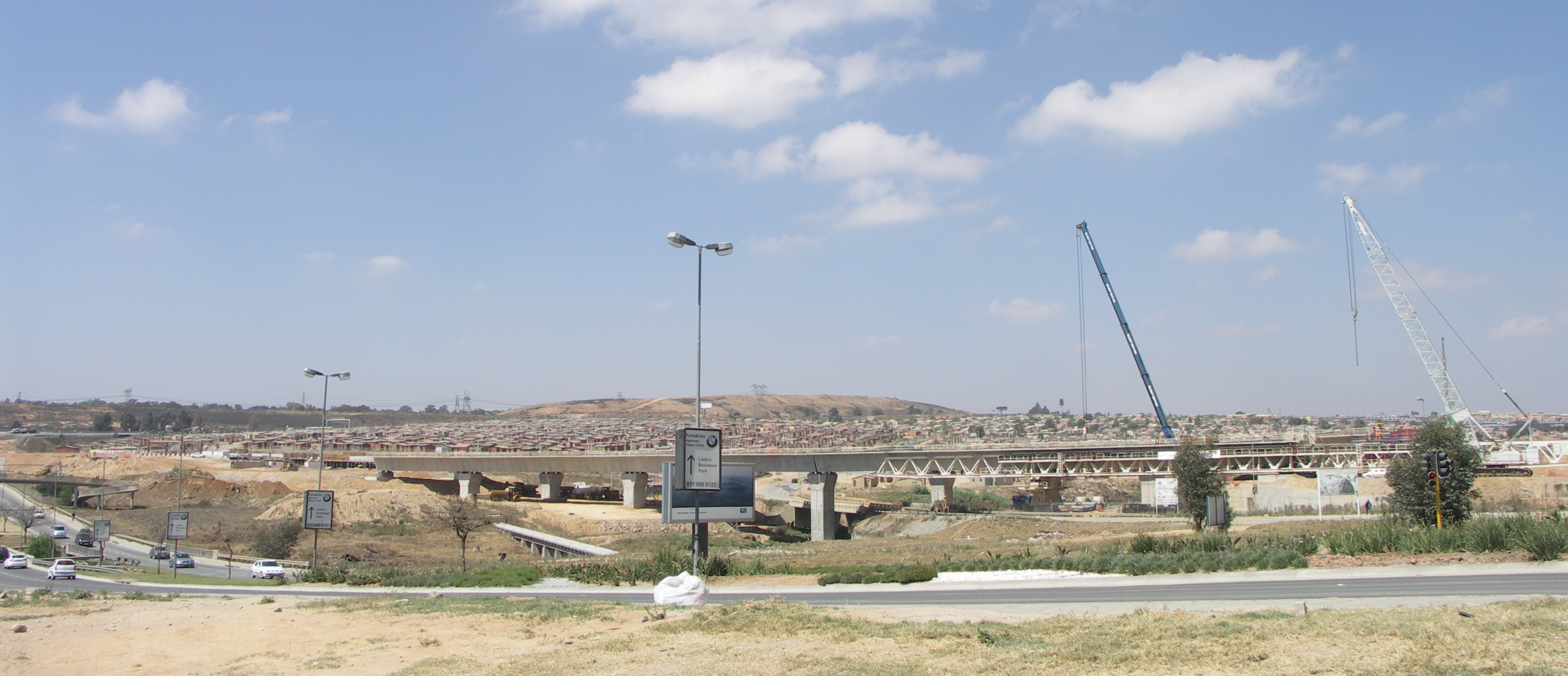
Viaduto em construção próximo a rodovia "N3"
Alexandra, Gauteng - setembro de 2008

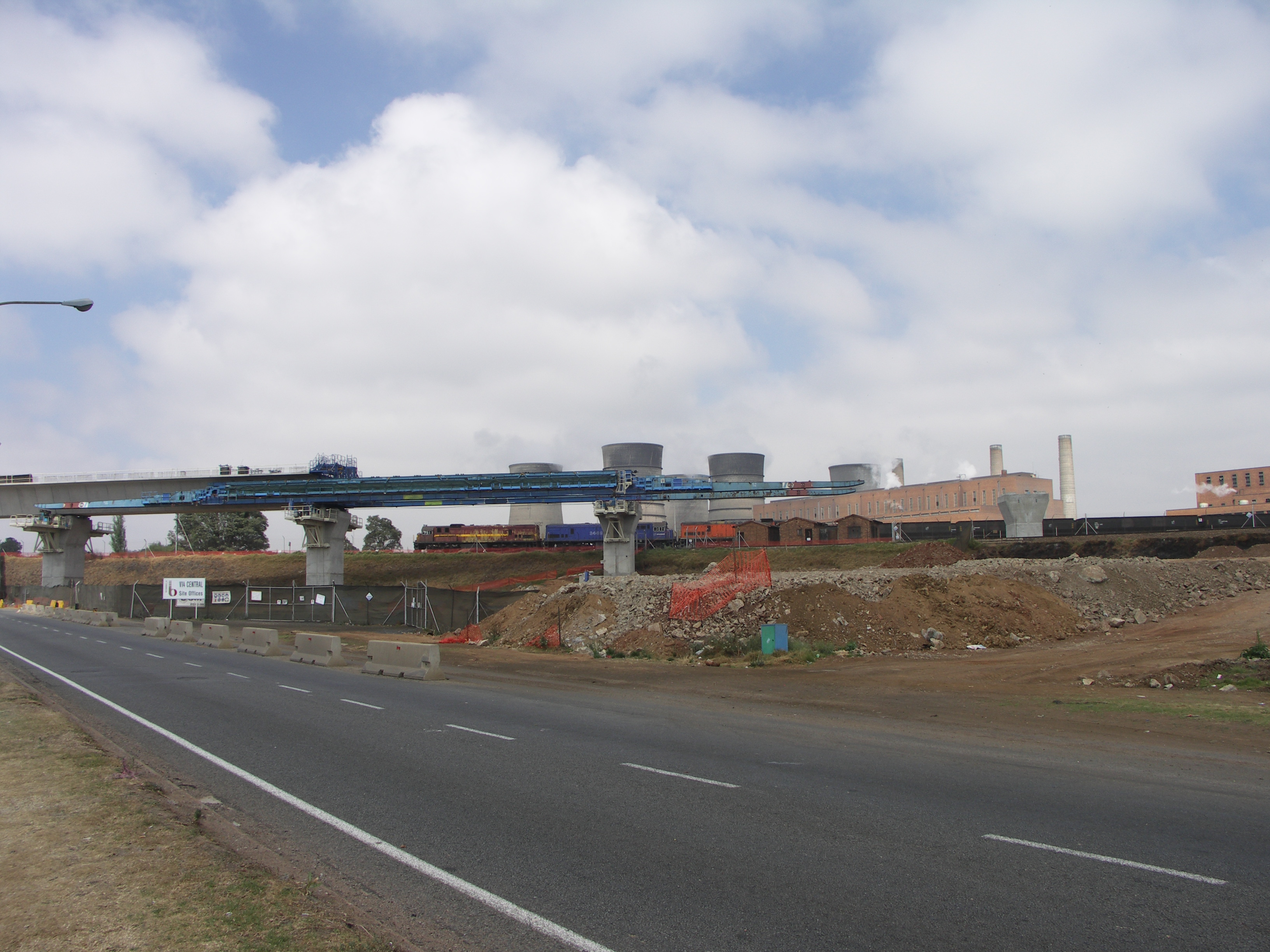
Viaduto em construção
Spartan - setembro de 2008

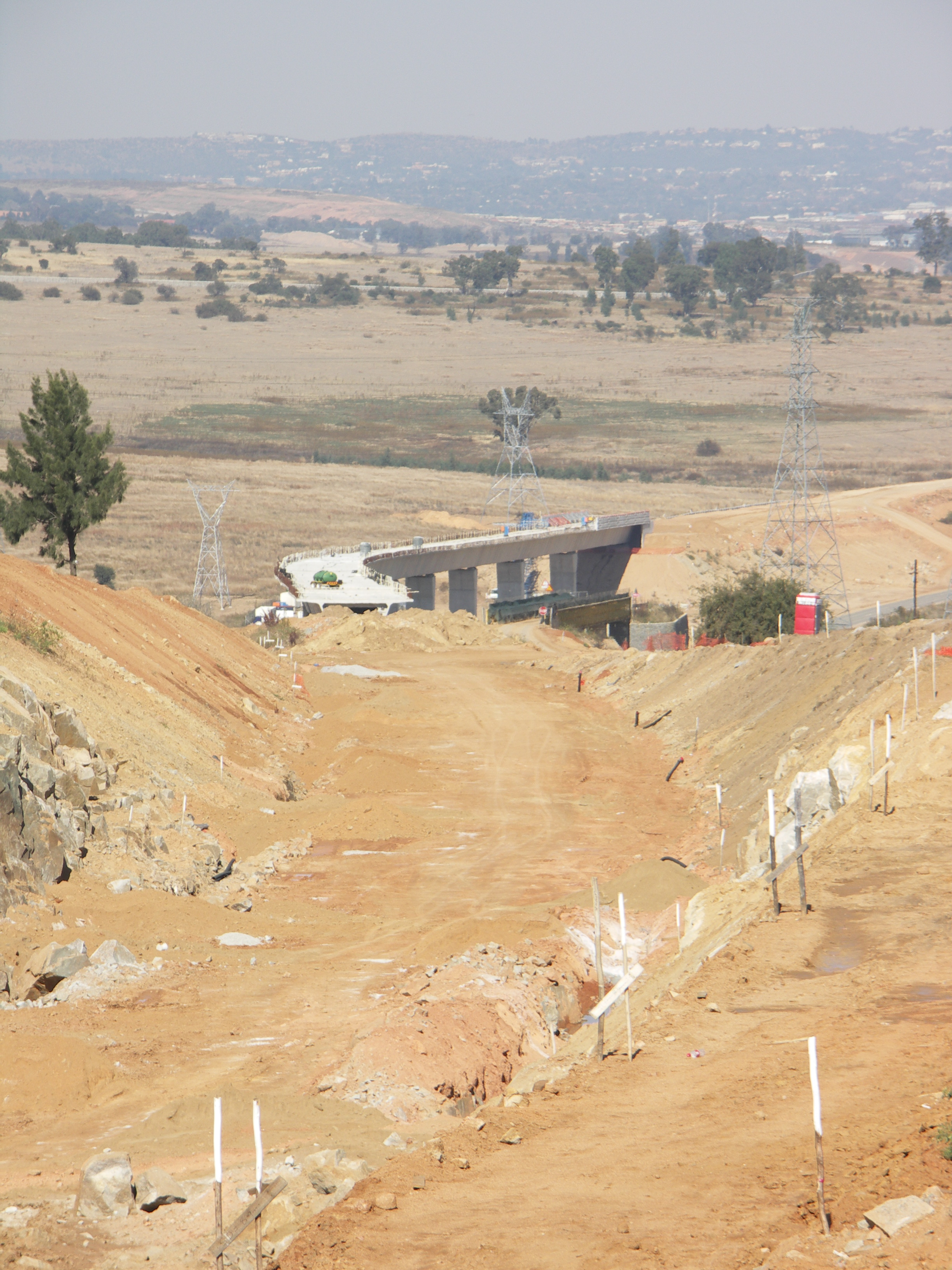
Viaduto em construção
Midrand - maio de 2008

A construção do sistema ferroviário irá ser realizada pela Bombela Consorcio quem foi adjudicado o contrato, a Bombela Consórcio é uma parceria entre a Bombardier Transportation, Bouygues Travaux Publics, Murray & Roberts, o Grupo Parceiros Estratégicos e RATP Développement. Trata-se de 50 por cento detidos pelos seus parceiros internacionais e 50 por cento, Murray & Roberts e os Parceiros Estratégicos Group, o consórcio negro do empoderamento económico componente. As obras iniciais para o Gautrain começaram em maio de 2006 e construção iniciada após a assinatura do contrato de concessão entre o Governo Provincial de Gauteng e os Bombela Companhia de Concessão em 28 de Setembro de 2006.
O projeto está sendo construído em simultâneamente em duas fases. A primeira fase envolve a seção entre o Aeroporto Internacional Oliver Tambo, Sandton e Midrand  e a segunda fase envolve o resto da rede ferroviária. A construção da primeira fase está programada para durar 54 meses, e para a construção da segunda fase está programada para durar 54 meses, com a conclusão das duas partes em 2010 e 2011, respectivamente.
O acordo prevê um incentivo para a R150 milhões para o Gautrain para abrir a tempo para a Copa do Mundo de 2010.

### Construção tecnologica
Até o final de maio de 2008, quase um terço da obra do Gautrain foi concluída.
Um Túnel Boring Machine (TBM), na Alemanha foi projetado especificamente para lidar com condições no complexo subterrâneo. Herrenknecht personalizado engenheiros construíram um Earth Pressure Balance Shield TBM para o Gautrain. Será a primeira máquina a ser utilizada na África do Sul. A TBM, chamado Imbokodo, instala no concreto pré-armado no forro do túnel com segmentos atrás dele como ele avança. Ele deixa para trás um revestimento liso e impermeável à água de 6,8 m de diâmetro no túnel. A TBM é um método ambientalmente correto de escavação de túneis, em especial em zonas urbanizadas.

## Faixas

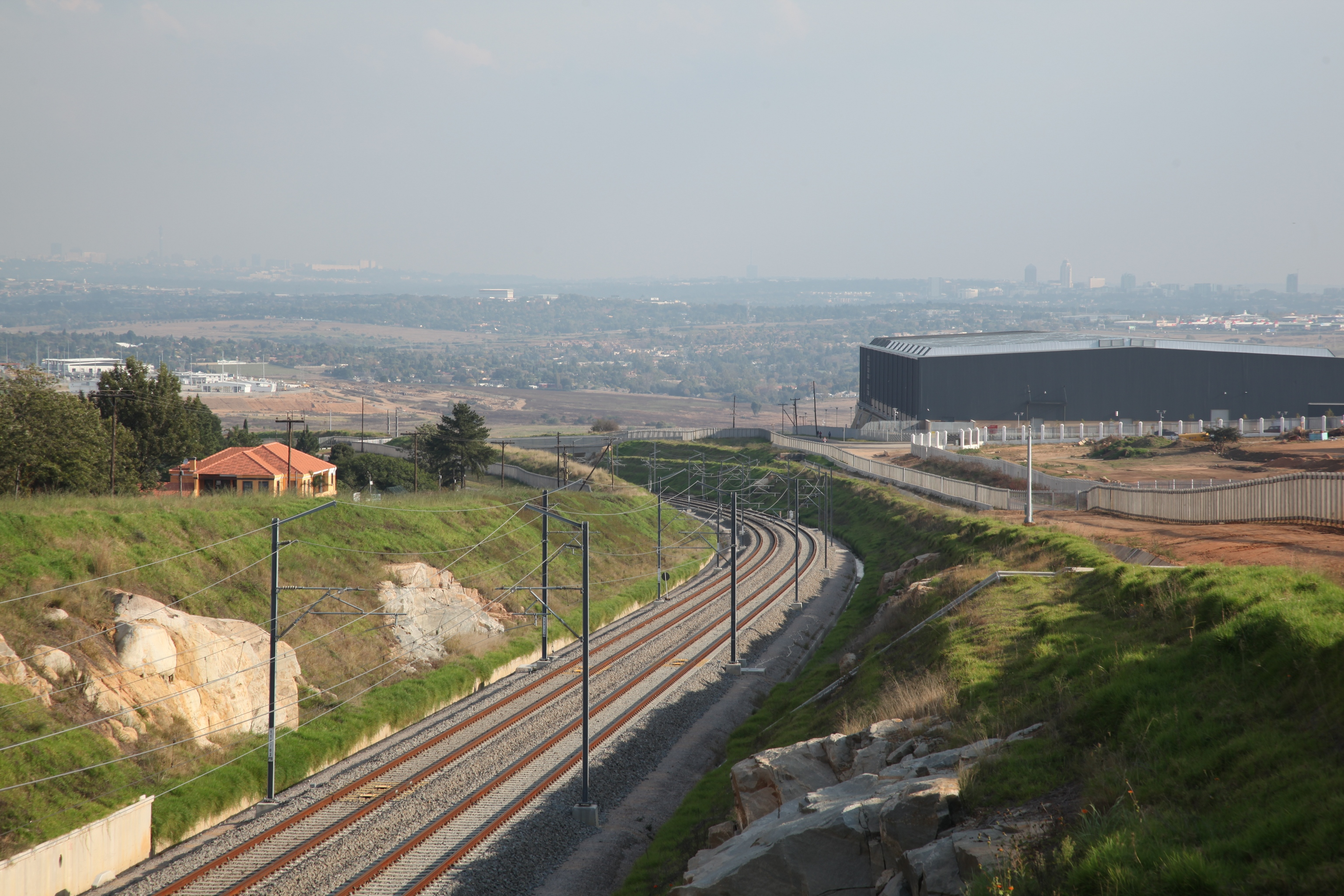
Trilhos de trem de Gautrain no Midrand

Embora ferrovias existentes na África do Sul utilizam a bitola 1.067 milímetros (3 a 6 pés) Cabo gabari, Gautrain vai ser construído para o mais caro padrão de bitola de 1,435 milímetros (4ft8.5in). De acordo com o planejamento e  estudo de implementação do Gautrain, isto é, feito por vários motivos, incluindo o fato de bitola padrão ser mais seguro e confortável para os passageiros. O material circulante é também mais fácil, mais rápido e menos dispendioso para a obtenção do que Cabo Bitolas material circulante. Bitola padrão também é menos dispendiosa para manter uma vez que é mais tolerante do que da faixa imperfeições da Bitolas Cabo. Bitola padrão, além disso permite a viagem em Gautrain da necessária velocidade de 160 km / h.
Embora uma maior flexibilidade pode ser obtida por manter o sistema inter operáveis com o sistema ferroviário South African Rail Commuter Corporation's, em caso existam fortes objeções  para manter Gautrain separado da rede existente. De acordo com o estudo de planejamento e implementação do Gautrain com uma rede inter operáveis com impacto na prestação de serviços, o aumento dos custos operacionais e de manchar a imagem do Gautrain. O material circulante do Gautrain será usado apenas sobre os novos caminhos, poisnão faz sentido para executar utilizar o velho material, pelo fato do baixo desempenho do material circulante sobre a nova rede. Uma rede inter operáveis aumentará também os requisitos de segurança já existentes como comboios a vapor e diesel seria capaz de acessar a nova rede e causar acidentes.

## Rede

Rede ferroviária de Gautrain. A seção tracejada é subterrânea.

A rede ferroviária será de 80 km no total. Gautrain está também ligada a outras formas de transportes públicos como táxis, autocarros e os actuais sistemas publicos de comboio Metrorail. Usando um bilhete integrado de transportes públicos, podem mudar de serviços transfronteiriços entre o comboio Metrorail e Gautrain. Alternativamente, commuters pode fazer uso de 125 autocarrosde luxo do Gautrain que fornece transporte para destinos dentro de um raio de 15 km.
Viajando a uma velocidade de 160 km por hora, Gautrain só terá 40 minutos para viajar entre Joanesburgo e Pretória, e a partir de Sandton ao Aeroporto Internacional Oliver Tambo somente vai levar 10 a 20 minutos, commuters nesta rota pode verificar na sua bagagem na Estação do Sandton antes de chegar ao Aeroporto Internacional Oliver Tambo.
O custo para viajar sobre a Joanesburgo / Pretória percurso será entre R23.00 e R49.00, dependendo da distância. O custo de viajar para uma estação com o Gautrain Bus link será entre R6.00.

## Estações
Haverá câmeras de segurança e guardas de segurança em patrulha nas estações e áreas de estacionamento. Só os passageiros que têm um bilhete electrónico terá acesso às estações da Gautrain e áreas de estacionamento. Motoristas podem viajar para as estações e deixar os seus carros no estacionamento graças as seguras baías que estão sendo construídos nas estações. Estacionamento na estação poderia custar cerca de R6.00 um dia.
Dez estações locais têm sido identificadas:
- Joanesburgo Park Station - (estação de metrô)
- Rosebank - (estação de metrô)
- Sandton - (estação de metrô)
- Marlboro - (Estação de grau)
- Midrand - (Estação de grau)
- Centurion - (Estação de estrutura)
- Pretória - (Estação de grau)
- Hatfield - (Estação de grau)
- Rhodesfield - (Estação de estrutura)
- Aeroporto Internacional Oliver Tambo - (Estação de estrutura)

## Material Circulante
A Bombardier Transportation está Electrostar, um modelo de formação comuns no sudeste da Inglaterra, foi seleccionado para o sistema. Quinze carros serão fabricados e montados pela Bombardier no Derby e os restantes automóveis serão montados pela União Transporte Works ( UCW) Parceria na África do Sul, usando componentes estruturais feitas na Grã-Bretanha. O Gautrain será composta de 24 trens, cada um composto com quatro carros ligados entre si: dezenove comboios vai comutar o serviço de rede e cinco comboios de serviço irá ligar o Aeroporto, cada um destes comboios consistirá de transmitir automóveis ferroviário que serão especialmente adaptados para uso em ligação com a área do aeroporto e armazenamento para a bagagem e os mais luxuosos assentos. each of these trains will consist of forward rail cars which will be specially adapted for use on the airport link with storage area for luggage and more luxurious seating.
Em 8 de julho de 2008, o primeiro carro de quatro comboio conjunto foi entregue à Gauteng Premier, Mbhazima Shilowa, durante uma cerimônia no Derby.